# إسماعيل أبو
إسماعيل أبو (بالملايوية: Ismail Abu) هو لاعب هوكي الحقل ماليزي، ولد في 4 أبريل 1988 في فهغ في ماليزيا.